# Zebedäus
Zebedäus ist eine biblische Person, die im Neuen Testament erwähnt wird.

## Etymologie
Der Personenname Zebedäus (altgriechisch Ζεβεδαῖος Zebedaíos) ist die griechische Form des hebräischen Namens זְבַדְיָה Sebadja (zəvadjāh). Es handelt sich bei diesem um einen Verbalsatznamen, bestehend aus dem Prädikat von der Wurzel זבד sbd, deutsch ‚schenken‘ und dem Subjekt und theophoren Element יָה jāh (einer Kurzform von JHWH). Der Name bedeutet somit „Beschenkt hat JHWH“.

## Biblische Erzählung
Von Zebedäus ist aus den Evangelien lediglich bekannt, dass er Fischer war und zwei Söhne namens Jakobus und Johannes hatte, die beide zu Jüngern Jesu wurden. Dennoch ist Zebedäus zu gewisser Berühmtheit gelangt, weil seine beiden Söhne, die recht häufig vorkommende Namen trugen, zur Unterscheidung von anderen Namensträgern häufig als die „Zebedäussöhne“ (dies war im damaligen Sprachgebrauch üblich) oder „Zebedaiden“ bezeichnet wurden.
Die Berufung der Söhne des Zebedäus wird beispielsweise bei Mt 4,21  geschildert. Später wird ihnen wegen ihrer ungestümen Wesensart auch der Beiname Donnersöhne gegeben, vgl. Lk 9,54 .
Unklar ist, ob die vom Matthäusevangelium zu den Frauen unter dem Kreuz gezählte Gattin des Zebedäus (Mt 27,56 ) identisch ist mit der in Mk 15,40  genannten Salome. Die christliche Tradition sieht darin die gleiche Person.

Familienbilder
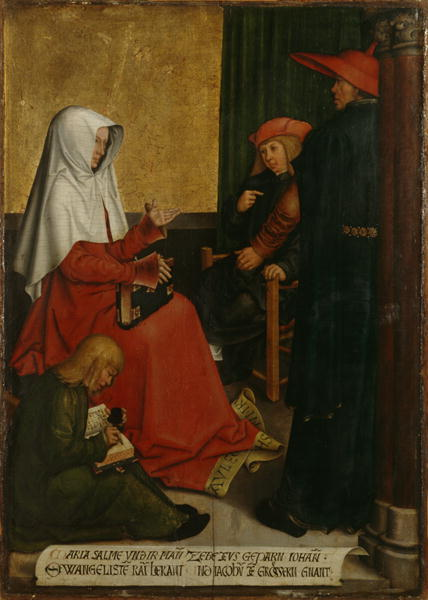
Bernhard Strigel: Zebedäus mit seiner Frau Maria Salome und seinen Kindern Johannes Evangelista und Jakobus maior (1505)
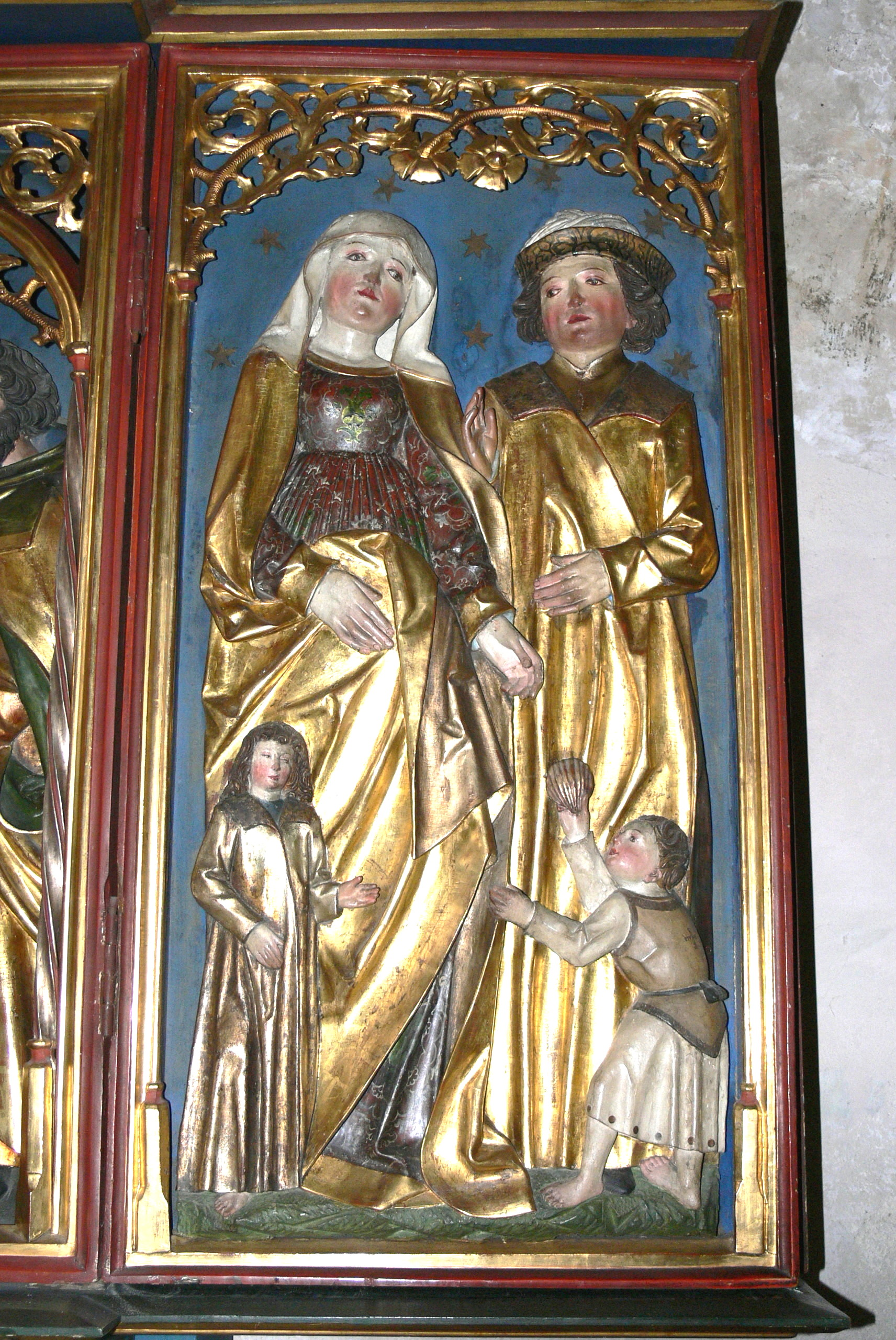
Altar der Heiligen Sippe in der Stadtkirche in Langenzenn
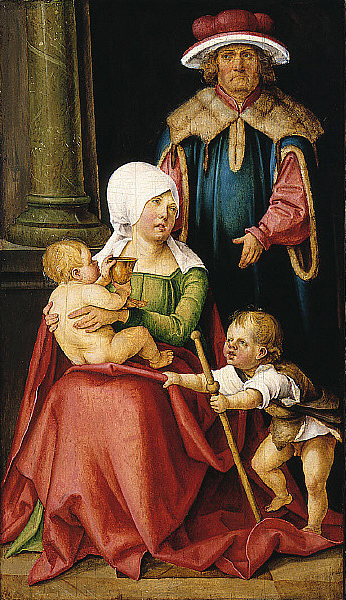
Gemälde von Hans von Kulmbach ca. 1511 (Saint Louis Art Museum)